# Commodore serie 264

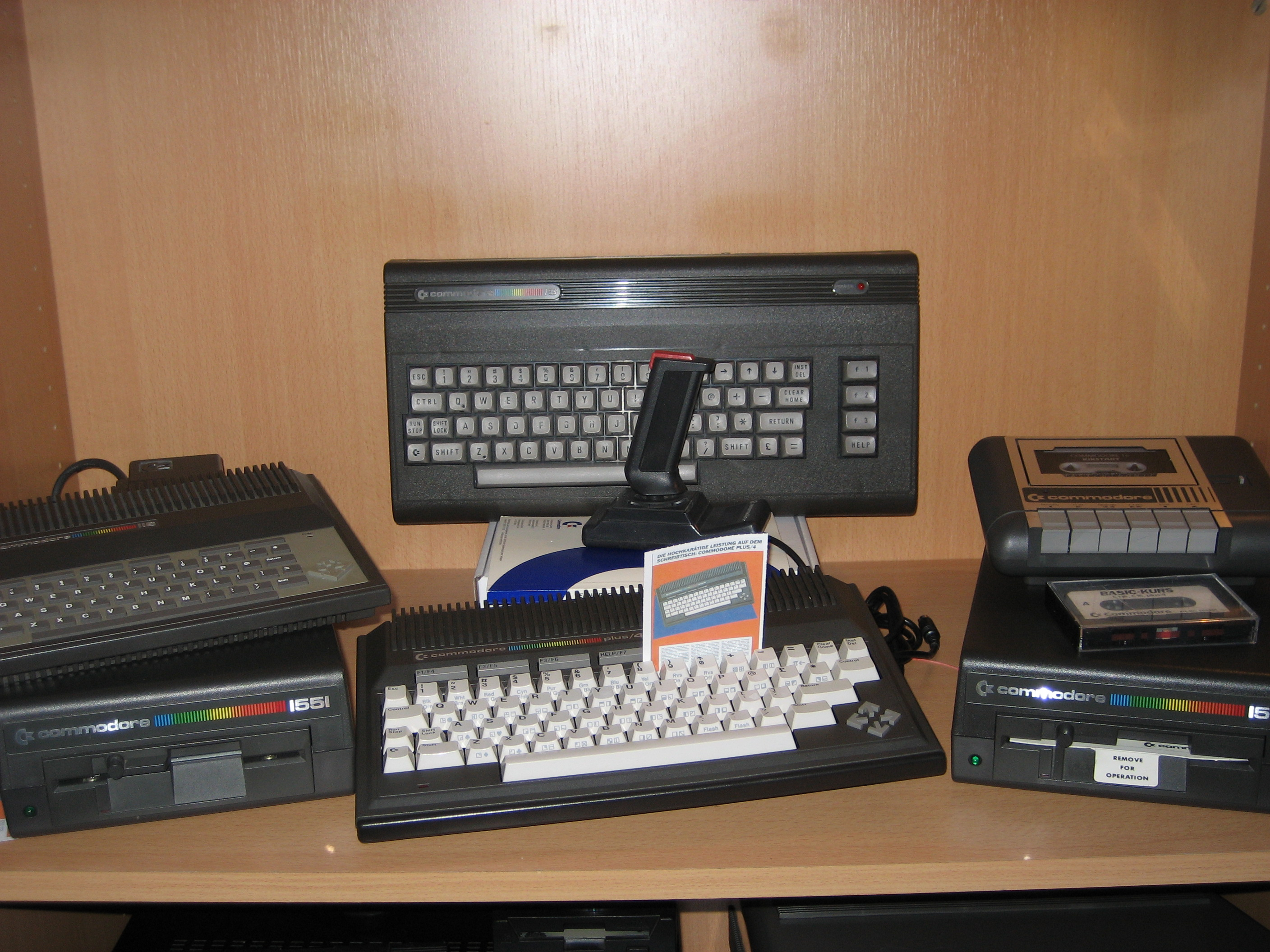
La serie 264 con accesorios

La serie 264 era una línea de computadoras domésticas creada por Commodore como sucesora de la C64, pero que nunca se hizo en la forma en que originalmente se planeó. En su lugar, se comercializaron las computadoras C16, C116 y Plus/4. Como estas se basaron en los modelos originales, se agruparon bajo el nombre 264.

## Historia
A principios de la década de 1980, hubo una guerra de precios en la industria de las computadoras domésticas. Empresas como Texas Instruments y Timex bajaron sus precios con respecto a la línea PET de Commodore. La C64, la primera computadora con 64 KiB de RAM, pero que costaba menos de 600 dólares, era compleja de fabricar debido a sus numerosos chips especializados. El director general de Commodore, Jack Tramiel, por lo tanto, comenzó a desarrollar una línea de computadoras que funcionaría con muchos menos chips y al mismo tiempo alentaría a los propietarios de C64 y VIC-20 a cambiar .
Se planearon originalmente tres modelos: 232, 264 y 364. El modelo básico era el «264», que debería tener 64 KiB de RAM y 32 KiB de ROM. Como característica especial, se planeó equipar las computadoras con software integrado en la ROM. El cliente debía poder elegir entre cuatro paquetes diferentes. El paquete «3 más 1» del Plus/4 se mantuvo. El 364 debería ser el «hermano mayor» del 264. Además de un teclado con teclado numérico y una ROM más grande (48 en lugar de 32 KiB), debería tener sobre todo un sintetizador de voz integrado con 250 palabras (se podían cargar más). Finalmente, el 232, como versión económica del 264, solo debería tener 32 KiB de RAM y ningún software adicional. Se hicieron algunos prototipos de ambas computadoras.
Después de que Jack Tramiel se fue de Commodore, los modelos originales fueron abandonados. En cambio, los modelos C16, C116 y Plus/4 se lanzaron en 1984. Eran técnicamente similares, pero sin las características especiales como el sintetizador de voz. Además, las variantes C16 y C116 solo tenían 16 KiB de RAM. Las tres computadoras usaban una CPU MOS-7501 y un MOS 7360 «TED». El «TED» era un chip todo en uno con capacidades de video, sonido y E/S. El diseño de las computadoras correspondía más al VIC-20 que al C64; sin embargo, el número de chips y la complejidad de la placa de circuito fueron, como estaba previsto, mucho más bajos que en los dos modelos anteriores.
Durante el desarrollo del C16, se planeó experimentalmente equiparlo con una placa principal de «bajo costo», grande, laminada, de una sola cara, por razones de costo, ya que la carcasa grande tipo «panera» adoptada por el VIC-20 o la C64 tiene suficiente espacio para contener dicha placa. Debido a problemas técnicos, este plan se descartó y se utilizó una placa normal de doble cara. Este fue el primer y único intento (fallido) por parte de Commodore de desarrollar una placa de circuito de una cara con el propósito de ahorrar costos, y solo un ejemplar, integrada en un prototipo de C16, se conoce actualmente o se ha conservado.
En 1984, la tendencia en el mercado de las computadoras fue de computadoras baratas a computadoras más potentes; las computadoras de 16 bits también estaban en aumento. Además, toda la línea era completamente incompatible con el C64. Commodore no había considerado eso un problema, ya que el C64 era completamente diferente del VIC-20. Pero habían pasado por alto el hecho de que en 1984 ya existía una amplia gama de software para el C64, y el C64 era mucho más potente que el VIC-20. Por el contrario, incluso el Plus/4 era en parte inferior al C64. Por lo tanto, toda la línea fue un fracaso debido al hardware modesto, la incompatibilidad y la falta de software.

## Características técnicas
El TED mostraba una impresionante paleta de 121 colores, mientras que la resolución de 320×200 píxeles correspondía al C64 y era adecuada para la conexión a un televisor. A diferencia de la VIC-II del C64, no podía mostrar sprites. La calidad del generador de sonido correspondía más al VIC del VIC-20 que al SID del C64. Por estas y otras razones, el software para el C64 solo podía convertirse con gran dificultad o no podía convertirse en absoluto. Además, el TED era conocido por autodestruirse por sobrecalentamiento.
Los conectores eran incompatibles con el C64. Para el Datasette y los joystick se utilizaron enchufes Mini-DIN. Los antiguos dispositivos periféricos se podían seguir utilizando mediante adaptadores, pero los «datos» guardados en el casete no podían intercambiarse con el C64 debido a que los formatos eran diferentes. La asignación del puerto de usuario y el puerto de expansión también difieren. Solo el bus IEC-625 serial (Bus CBM) permaneció igual.
La gestión de la memoria permitió un mejor uso de la RAM que con el C64. El Commodore BASIC 3.5 se mejoró enormemente y ofreció comandos para estructuras (comandos de bucle), para salida de sonido y gráficos. La unidad de disquete 1551 era aproximadamente cuatro veces más rápida que una 1541, pero era solo parcialmente compatible con ella.